# Sue-Keramik

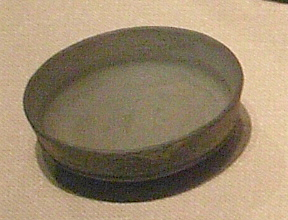
Sue-Keramik aus dem 5. Jahrhundert, ausgegraben am Morigasawa Fundplatz in Aomori

Sue-Keramik (jap. 須恵器, Sue-ki, historische Kun-Lesung: sue no utsuwa, dt. auch „Sue-Ware“) ist eine Form dunkelgrauer unglasierter Keramik, die in Korea und Japan während der Kofun-, Nara- und Heian-Zeit hergestellt und verwendet wurde. Die Bezeichnung wurde 1950 aus einem Verweis im Man’yōshū abgeleitet; bis dahin wurde sie mit Iwaibe doki (祝部土器, wörtlich: „Iwaibe-Irdenware“) oder Chōsen doki (朝鮮土器, „koreanische Irdenware“), in der Nara- und Heian-Zeit auch allgemein mit Tōki (陶器, dt. etwa „Töpferware“) bezeichnet.

## Überblick
Keramikwaren dieser Art wurden mit der aus Korea überlieferten Technik der „schnelldrehenden Drehscheibe“ hergestellt. Sie wurden bei 1100 °C bis 1200 °C reduzierend in einem „Hangofen“ (登り窯, noborigama) gebrannt, weshalb diese Keramik grau war, im Unterschied zur Haji-Keramik (土師器), die oxidierend gebrannt wurde und die daher einen rötlichen Farbton besaß.
Zumeist wurden große Gefäße für die Lagerung und auch Alltagsgeschirr wie Schüsseln, Schalen oder Ständerschalen aus Sue-Keramik gefertigt. Darüber hinaus wurde die robuste Sue-Keramik auch als Ritualgefäß und als Grabbeigabe verwendet. Da eine große Menge an Sue-Keramik als Beigaben von Hügelgräbern (Kofun) von Kyūshū in Südjapan bis Aomori im Norden entdeckt wurde, dient sie als Leitform für die Chronologie und Ausbreitung von Keramik im japanischen Altertum. Man führt den Ursprung der Sue-Keramik bis auf die chinesische Yangshao-Kultur (5000 bis 3000 v. Chr.) zurück. Die Keramikproduktion Chinas erfuhr mit der Entwicklung der Töpferscheibe in der Longshan-Kultur (2500 bis 2000 v. Chr.) einen Technologiesprung.
Vermutlich kam die Sue-Keramik durch die außenpolitischen Beziehungen zwischen dem „Königreich Wa“ (Japan) und dem koreanischen Festland im 4. Jahrhundert n. Chr. nach Japan. Archäologische Ausgrabungen und Befunde belegen, dass die Gaya-Konföderation Zentren der Keramikproduktion in Gimhae, Goryeong (Koryong) und Hapcheon (Hapch'on) unterhielt, die der Sue-Keramik ähnliche Produkte fertigten. Fundstücke in Korea legen nahe, dass die Mahan- und Baekje-Keramik (3. bis 5. Jahrhundert) von Seoul bis an die Küstenregion von Nord-Jeolla mit der Sue-Keramik der Wa vergesellschaftet war und dass eine gemeinsame Technologie- und Keramik-Kultursphäre bestand.